# Revolution (grupo político)
Revolution, o Revo, es una organización de juventudes socialistas revolucionarias, fundada en el Reino Unido por Workers Power y forma parte de la Liga por la Quinta Internacional (L5I). Según sus estatutos y manifesto es organizacionalmente independiente de Workers Power, a pesar de que  hay desacuerdos sobre el grado de independencia (los miembros independientes lo ven como subordinado a la L5I, la L5I argumenta que desde sus consejos internacionales y nacionales tienen soberanía y por lo tanto es independiente). Tiene secciones oficiales en el Reino Unido, Alemania, Suecia, Austria, República Checa, Pakistán, Sri Lanka, Nepal y los EE. UU.
Fue formado a mediados de los años 90 cuando iniciaba el movimiento anticapitalista en Europa. Participaron en las EuroMarchas en Ámsterdam y el apoyo a los astilleros de Liverpool en huelga fueron sus primeras campañas. Ahora el grupo participa en el movimiento anticapitalista y en movimientos antiguerra. Ha levantado el eslogan por una Internacional de la Juventud que saliera del Foro Social Europeo y del Foro Social Mundial para unir las luchas de personas jóvenes en contra globalización y el imperialismo.[cita requerida]
En 2006, siguiendo una ruptura en la Liga por la Quinta Internacional, una parte de Revo dejó la organización de juventud después de abrirse disputas en la cuestión de estatutos y estructuras internacionales, el enfoque principal del grupo y el concepto de construir un partido de trabajador. La mayoría de Revo, la cual apoyaó una aproximación más pragmática, una constitución centralista y el eslogan de la 5º Internacional, eligió candidatos apropiados para la conferencia de delegados internacionales de 2006 en Praga y continuó su asociación con la L5I. En la conferencia, se decidió cancelar la estatus de sección de los australianos (debido a su poca membresía), evaluando el trabajo pasado y para preparar para las tareas próximas (grupos locales, movilización por el G8).[cita requerida]
Una minoría de miembros de REVOLUTTION, que prefirieron enfocarse en la revista de Revolution, llamaron a una constitución federal y a rechazar los enlaces con la L5I y desatendió el resultado de la conferencia. Una semana después de aquella conferencia, la minoría formó su tendencia propia llamó Revolución Independiente o iRevo. Después de que iRevo rechazó una oferta en otoño 2006 del Consejo Internacional de Revolution para quedar en la organización, participar en la coordinación (Consejo Internacional de Revolution), aceptar la decisión democrática de los delegados de base de la conferencia, esta tendencia fue expulsada por Revo como parte de la organización. La vieja tendencia iRevo se separó del partido en 2009.[cita requerida][cita requerida]
Revo continúa construyendo una organización de juventud en Gran Bretaña, Suecia, Austria y Alemania y añadió secciones en EE. UU., Sri Lanka, Nepal y Pakistán así como proyectos de formar un partido alternativo de izquierda con la L5I y otros seguidores como el WASG en Alemania, Nuevo Partido Anticapitalista en Francia, la lista de izquierda en Austria o la misma Quinta Internacional.
En 2012, antiguo miembro de Revo, Luke Cooper, ganó un caso por daños de calumnias de £60,000 después de que el Daily Mail y Evening Standard falsamente declararon que fuera un dirigente planeando disturbios en la ocupación de la sede del Partido Conservador en Millbank durante las protestas estudiantiles de Reino Unido de 2010.